# Mens sana in corpore sano
Mens sana in corpore sano (латински; изговор: менс сана ин корпоре сано) — у здравом тијелу здрав дух. Сматра се да је ову изреку први пут употребио Јувенал.

## Поријекло и тумачење изреке
Велики римски сатиричар Јувенал у једном стиху каже да за „здрав дух у здравом тијелу“ ваља „молити богове“. Временом је из контекста извучена реченица „У здравом тијелу здрав дух“, и у новом значењу, да је за психичку равнотежу услов физичко здравље, одомаћена.

## У популарној култури
In corpore sano („У здравоме тијелу“) песма српске певачице Констракте којом је представљала Србију на Песми Евровизије 2022. године у Торину.